# Mallorca Championships 2022
Mallorca Championships 2022 là một giải quần vợt nam thi đấu trên mặt sân cỏ ngoài trời. Đây là lần thứ 2 giải Mallorca Championships được tổ chức, và là một phần của ATP Tour 250 trong ATP Tour 2022. Giải đấu diễn ra tại Santa Ponsa Tennis Academy ở Santa Ponsa, Tây Ban Nha, từ ngày 20 đến ngày 26 tháng 6 năm 2022.

## Nội dung đơn

### Hạt giống
| Quốc gia | Tay vợt                 | Xếp hạng1 | Hạt giống |
| -------- | ----------------------- | --------- | --------- |
|          | Daniil Medvedev         | 1         | 1         |
| GRE      | Stefanos Tsitsipas      | 6         | 2         |
| CAN      | Denis Shapovalov        | 15        | 3         |
| ESP      | Pablo Carreño Busta     | 19        | 4         |
| ESP      | Roberto Bautista Agut   | 20        | 5         |
| NED      | Botic van de Zandschulp | 29        | 6         |
| SRB      | Miomir Kecmanović       | 30        | 7         |
| ARG      | Sebastián Báez          | 34        | 8         |

- 1 Bảng xếp hạng vào ngày 13 tháng 6 năm 2022.[1]

### Vận động viên khác
Đặc cách:
- Feliciano López
- Jaume Munar
- Stefanos Tsitsipas

Miễn đặc biệt:
- Nick Kyrgios

Vượt qua vòng loại:
- Antoine Bellier
- Taro Daniel
- Alejandro Tabilo
- Jordan Thompson

### Rút lui
- Lloyd Harris → thay thế bởi  Emil Ruusuvuori
- Hubert Hurkacz → thay thế bởi  Dušan Lajović
- John Isner → thay thế bởi  Mackenzie McDonald
- Oscar Otte → thay thế bởi  Federico Delbonis

## Nội dung đôi

### Hạt giống
| Quốc gia | Tay vợt           | Quốc gia | Tay vợt           | Xếp hạng1 | Hạt giống |
| -------- | ----------------- | -------- | ----------------- | --------- | --------- |
| ESA      | Marcelo Arévalo   | NED      | Jean-Julien Rojer | 21        | 1         |
| GER      | Kevin Krawietz    | GER      | Andreas Mies      | 60        | 2         |
| MEX      | Santiago González | ARG      | Andrés Molteni    | 68        | 3         |
| KAZ      | Andrey Golubev    | ARG      | Máximo González   | 74        | 4         |

- 1 Bảng xếp hạng vào ngày 13 tháng 6 năm 2022.

### Vận động viên khác
Đặc cách:
- Alexander Erler /  Lucas Miedler
- Petros Tsitsipas /  Stefanos Tsitsipas

### Rút lui
Trước giải đấu
- Sander Gillé /  Joran Vliegen → thay thế bởi  Aslan Karatsev /  Joran Vliegen
- Marcel Granollers /  Horacio Zeballos → thay thế bởi  Sebastián Báez /  João Sousa
- Pierre-Hugues Herbert /  Albano Olivetti → thay thế bởi  Fabrice Martin /  Hugo Nys

## Nhà vô địch

### Đơn
- Stefanos Tsitsipas đánh bại  Roberto Bautista Agut, 6–4, 3–6, 7–6(7–2)

### Đôi
- Rafael Matos /  David Vega Hernández đánh bại  Ariel Behar /  Gonzalo Escobar, 7–6(7–5), 6–7(6–8), [10–1]